# Pierre Tisserand
Pour les articles homonymes, voir Tisserand.
Pierre Tisserand, né le 17 février 1936 à Maisons-Alfort en France, est un chanteur français, décédé le 05 août 2025. 

## Biographie
Chanteur atypique, Pierre Tisserand a connu un bref succès avec Dis madame s'il vous plaît, ainsi qu'écrit, composé et chanté La femme au miroir. Il a également composé et chanté L'Homme fossile, chanson qui sera reprise avec succès par Serge Reggiani.
Il a également écrit et composé la chanson du générique du film Avoir vingt ans dans les Aurès, intitulée Nous aussi, nous marchions.
Pierre Tisserand est aussi l'adaptateur (pour les paroles) des chansons du Muppet Show, en ce compris le générique. Il a, dans ce cadre, réalisé des traductions de tubes anglo-saxons (par exemple Time in a bottle de Jim Croce devenu Le temps dans une bouteille, qu'il interprète comme de nombreux autres titres de la version française de cette série).

## Singles
- Dis madame s'il vous plait - Les yeux de chien battu - Disque AZ SG 310
- Moi qui ne rêve - Carthage - Disque AZ SG 359
- Même - L'indien - Disque AZ SG 384
- L'amour manque - C'est bien fait - Disque AZ SG 418

## Albums
- À bout portant, 1973
- Comme le temps file, 1974
- Si l'on vivait comme autrefois, 1975 (La femme au miroir)
- Poings et pieds liés, 1976
- Je, 1977
- Pierre Tisserand, 1978
- Douceur, 1979
- Prince charmant, 1980
- Barbarie, 1982
- Pierre Tisserand (compilation CD), 2000
- Les Mammifères, 2003